# Divljaštvo (epoha)
Divljaštvo je prva velika epoha u kojoj se formirao primitivni čovek sa karakterističnim neartikulisanim govorom i ograničenim nivoom shvatanja pojava i prirode koja ga okružuje. Divljastvo zajedno sa varvarvarstvom predstavlja predcivilizacijsko razdoblje u ljudskoj istoriji koje je najduže trajalo U periodu divljastva ljudi su živeli pod uticajem zakona prirode na koje nisu mogli da utiču, u potpunoj prirodnoj, društvenoj i ekonomskoj jednakosti.

## Glavne karakteristike
Privreda
Divljaštvo se odlikuje sakupljačkom privredom. (da bi prežive čovek sakuplja ono što nalazi već gotovo u svom neposrednom prirodnom okruženju) Glavna judska dostignuća privrede divljašstva su bavljenje lovom, ribolovom i sakupljanje različitih biljnih plodova 
U ovom periodu čovek počinje da uči da koriste vatru. Od oruđa i oružja koriste samo: kamene sekire, neku vrstu koplja, a kasnije – luk i strelu.
Govor i kultura
U periodu divljaštva prvi put se javlja artikulisani govor, što obezbeđuje bolju komunikaciju među ljudima unutar jedne grupe. 
Javljaju se prvi oblici lečenja bolesnika i u lovu povređenih osoba. U početku su to bile primitivne radnje i postupci, a potom, demonistička verovanja u poreklo bolesti, iz kojih su proistekli mnogi obredi za lečenje pojedinih bolesti ili povrede u zavisnosti od toga kom su neslućenom demonu pripisali njihovu pojavu.
Umetnost u divljaštvu prvi put se razvija od postanka čoveka i to u dva osnovna oblika - predmetna, otkrivena sa alatkama i oružjem i prilično dobro datovana i zidna, umetnost oslikavanja zidova pećina. Po zidovima pećina ljudi su dosata verno slikali konture životinja i scene iz lova. Izrađuju i skulpture od kostiju, najčešće jelena i žene.
Naseobine, prve ljudke zajednice i odosi u njima
U divljaštvu ljudi su bili u pokretu tragajući za hranom, nisu imali stanište a u slučaju nepogode sklanjali su se pod prirodne zaklone, kao što su nadstrešnice od stenja. U pećine covek je upocetku ulazio ređe jer su ih naseljavali jači od njega — pećinski lav, sabljozube mačke i drugi mesožderi. Zaposednute pećine su vremenom ograđivali obrambenim zidom od naslaganog kamenja i grana drveća zbog dodatne zaštite od divljih životinja, nevremena i pripadnika drugih ljudskih zajednica.
Međutim, praljudi su još od najstarijih vremena gradili i razne oblike naseobina od drveta, šiblja i koža životinja. Prve takve naseobine izrađene ljudskom rukom otkrivene su u blizini Nice u Francuskoj. Datiraju između 450 i 380 hiljada godina p.n.e. Jedna od njih bila je izrađena od šiblja, a zbog dodatne zaštite bila je okružena većim i manjim kamenim blokovima. U jednoj pećini nedaleko od Nice pronađeni su ostaci naseobine slične šatoru koju su pokrivale kože životinja.
Neandertalski pračovjek je na prostoru središnje Evrope gradio razne oblike naseobina od drveta i kože životinja. Prvo su iskopali rupe u zemljištu. Zatim bi iznad rupe napravili konstrukciju od grane drveća koje bi potom prekrili šibljem, granama drveća i kožama.
Krajem starijeg perioda divljastva izrađivali su naseobine nalik na šatore američkih Indijanaca. Prvo bi postavili drvenu konstrukciju od štapova oko kojih bi razapeli kože životinja. Ponekad su podizali i veće naseobine na čijim su krajevima podizane građevine slične šatorima.
Preteča koliba pojavila se prvi puta početkom srednjeg perioda divljastva. Sastojala se od drvene konstrukcije koju je pokrivalo šiblje i grane drveća umesto koža životinja.
|  |  |  |

Vešti čovek je koristio vatru za grejanje i odbranu od životinja ali samo ako bi je našao u prirodi. Kretao se u grupama čija je veličina zavisila od raspoložive hrane. Prve ljudske zajednice su se sastojale od verovatno 15 do 20 članova, nazivamo ih čopor ili horda pošto je u njima kao i kod mnogih životinja pravo jačeg, vođa je uvek bio najsnažniji muškarac. 
Među tim malobrojnim ljudskim grupama, koje su se bavile sakupljačkom privredom postojala je prirodna podela rada. i slobodno ostvarivanje polnih veze u cilju reprodukcije i održanja grupe. Prirodni činioci imali su prvorazredni uticaj i društveno biće je tek počelo da se uobličava i dobija svoje prve konture. Pojavljuje se svest o potrebi stupanja u vezu sa okolnim individuama, što je početak svesnosti čoveka da uopšte živi u društvenoj zajednici.
To su malobrojne ljudske grupe, koje su se bavile sakupljačkom privredom i u okviru kojih su se slobodno ostvarivale polne veze. Postojala je prirodna podela rada . Prirodni činioci imali su prvorazredni uticaj i društveno biće je tek počelo da se uobličava i dobija svoje prve konture. Pojavljuje se svest o potrebi stupanja u vezu sa okolnim individuama, što je početak svesnosti čoveka da uopšte živi u društvenoj zajednici.
Hordu postepeno zamjenjuje rod ( zajednica zasnovana na krvnom srodstvu). Rod – nastaje na prelazu srednjeg u viši stadijum divljaštva. To je bio krvno-srodnički skup ljudi u kojoj se položaj članova odredjivan pretežno porodično-bračnim vezama. Javlja se egzogamni grupni brak – punalua. Bračne veze se sklapaju i zmedju pripadnika različitih rodova, čime se jačaju društvene medjurodovske veze. U rodovskim zajednicama se ostvaruje prelaz na proizvodnju i dolazi do društvene podele rada na stočarstvo, zemljoradnju, zanatstvo. 
U početku je dominantan bio matrijarhalni rod, kada je žena svojim biološkim funkcijama (radjanje i čuvanje dece) i ekonomskim položajem (čuvanje vatre, prvobitna baštenska zemljoradnja) imala prevlast u rodu. Ekonomska prevlast muškarca i patrijarhalni rod nastaje pojavom stočarstva i korišćenjem stoke u obradi zemlje. Više rodova činili su fratrije ili bratstva.

## Podela

### Niži stepen divljaštva
Ovaj stepen divljastva, koji se smatra i detinjstvom ljudske rase, karakterise borbe za opstanak i pojava prvog artikulisanog govora, ili prelaz od antropoida ka antroposu (čoveku). Nastajanje artikuliranog govora je glavna tekovina razvitka u ovom periodu.
U nižem stepenu divljaštva privreda se sastojala od sakupljanja plodova i korenja u tropskoj šumi a „...lečenje bolesnika je bilo u vidu nekakvih nekontrolisanih radnji i pokreta...“ koje će biti prisutne i u kasanijim periodima sve do faze empirije.
Smatra se da je promiskuitet kao najstariji oblik endogamije postojao na nižem stadijumu divljaštva. U najprostijim ljudskim zajednicama hordama polni odnosi bili su „slobodni“ bez ikakvih ograničenja. Incest je bio sastavni deo polnog odnosa na ovom stepenu razvoja.
Ovaj stepen razvitka ljudskog društva danas više nigde ne postoji na našoj planeti, ali se pretpostavlja da je postojao ako se prihvati kao naučno dokazano, poreklo čoveka iz životinjskog sveta.

### Srednji stepen divljaštva
U srednjem stepenu razvoja divljaštva, koje je uglavnom i period tzv. starog kamenog doba ili paleolita, čovek razvija manuelnu sposobnoste, i izrađuje i prilagođava oruđa i oružja koja su mu potrebna za svakodnevni život. U ovom razdoblju „primitivni čovek“ otkriva vatru i počinje da razvija „...demonistička verovanja u poreklo bolesti. Svaku bolest ili povredu on pripisuje nekom neslućenom demonu...“
Sa ekonomskog gledišta srednji stepen divljaštva se karakteriše iskorišćavanjem riba i vodenih životinja uopšte i upotrebom vatre za pripremanje hrane. Time su se ljudi oslobodili vezanosti za šumu, tropsku klimu i mogli su slediti reke i obale i proširiti svoju zajednicu po površini naše planete. 
Na srednjem stepenu divljaštva nastaju prva seksualna ograničenja. Zabranjeno je polno opštenje između generacija (otac-ćerka; a najstrožje majka-sin). Smatra se da su ova ograničenja prve društvene norme (pravila ponašanja) i imaju istorijski značaj za nastajućeg civilizovanog čovjeka.
U ovoj fazi razvoja ljudskog društva nalazili su se u toku 20.veka urođenici Australije, Nove Gvineje i Polinezije, a i danas ih još ima u tim krajevima (u rezervatima), kao i u brazilskoj prašumi u slivu reke Amazone.

### Viši stepen divljaštva
Viši stepen divljaštva počinje pronalaskom luka i strele, čime divljač postaje redovna hrana, a lov jedna od normalnih oblika rada. Luk i strela i tetiva predstavljaju vrlo složeno oružje i oruđe, što predstavlja veliko nagomilano iskustvo i jednu od vaznih tekovina razvoja ljudskog ramišljenja. U ovom stepenu divljaštva - kada se formira "Homo Sapiens", čovek sve više napušta pećinski način života i živi u sopstvenim rukama sagrađenim objektima (kolibama, sojenicama itd). Počinje da obrađuje zemlju i za taj rad koristi domaće životinje. To sve uticalo je i na pocetak naseljavanja i stvaranje prvih seoskih naselja.
Na višem stepenu divljaštva evoluiraju nove zabrane u polnim odnosima parova, ka egzogamiji. Zabranjeno je polno opštenje i unutar jedne generacije (sestra-brat). Tako je čovek konačno izašao iz endogamije. Najstariji poznati oblik egzogamijskog braka otkrio je na Havajima Punalua -(Punalni brak).
U ovom stepenu razvoja covek koristi brušeno kameno oruđe (neolitsko), tkanje prstima sa vlaknima od like i plete košare od like i trske. Kamena sekira i vatra omogucile su izgradnjunčamce izdubljenih iz debla i izradu grede za gradnju kuća. 
Na ovome stepenu razvitka ljudskog društva danas su urođeniciu Australiji i Novoj Gvineji, a sredinom 20.veka nalazili su se na tom stepenu razvoja neka društva i Indijanci na zapadu Severne Amerike.

## Napomene
1. ↑  Neki naučnici smatraju da promiskuitet nikada nije postojao, odnosno da je zabrana polnog opštenja između najbližih srodnika oduvijek postojala.